# Lophacme parva
Lophacme parva là một loài thực vật có hoa trong họ Hòa thảo. Loài này được Renvoize & Clayton mô tả khoa học đầu tiên năm 1983.